# Parobisium robustiellum
Espèce
Parobisium robustiellum est une espèce de pseudoscorpions de la famille des Neobisiidae.

## Distribution
Cette espèce est endémique de Corée du Sud. Elle se rencontre dans le district de Jinan.

## Publication originale
- Hong, 1996 : Two new species of the genus Parobisium (Pseudoscorpionida: Neobisiidae) from Korea. Korean Journal of Systematic Zoology, vol. 12, no 3, p. 189-197.